# Anatolij Poliwoda
Anatolij Iwanowicz Poliwoda (ros. Анатолий Иванович Поливода; ur. 29 maja 1947 w Jenakijewem, zm. 22 stycznia 2024) – radziecki koszykarz pochodzący z Ukrainy. W 1967 roku na mistrzostwach świata w Urugwaju zdobył złoto. Brązowy medalista letnich igrzysk olimpijskich w Meksyku i złoty medalista letnich igrzysk olimpijskich w Monachium. W latach 1967–1971 trzykrotnie zdobywał mistrzostwo Europy.